# Copa Libertadores 2013
La Copa Libertadores 2013, denominada por motivos comerciales Copa Bridgestone Libertadores 2013, fue la quincuagésima cuarta edición del torneo de clubes más importante de América del Sur, organizado por la Confederación Sudamericana de Fútbol, en la que participaron equipos de once países: Argentina, Bolivia, Brasil, Chile, Colombia, Ecuador, México, Paraguay, Perú, Uruguay y Venezuela. El certamen tuvo un receso entre los de cuartos de final y las semifinales, debido a la realización de la Copa FIFA Confederaciones 2013 en Brasil.
El campeón fue Atlético Mineiro de Brasil, que alcanzó el primer título de su historia en la competición. Por ello, clasificó a la Copa Mundial de Clubes 2013, y disputó la Recopa Sudamericana 2014 ante Lanús de Argentina. Accedió, también, a la segunda fase de la Copa Libertadores 2014.

## Formato
Un total de 12 equipos —los 2 últimos clasificados del país del campeón vigente, y el último clasificado de cada uno de los restantes países— disputaron la primera fase, en la cual se establecieron seis llaves. Cada una tuvo a su respectivo ganador, que accedió a la segunda fase, a la que ya se encontraban clasificados los restantes 26 equipos, constituyéndose así ocho grupos de 4 equipos. Los dos primeros de cada zona pasaron a las fases finales, disputadas bajo el sistema de eliminación directa y compuestas por los octavos de final, los cuartos de final, las semifinales y la final, en la que se declaró al campeón.
|                            |                            | Equipos que entran en esta fase | Equipos que provienen de la fase anterior                                       |
| -------------------------- | -------------------------- | --- | ------------------------------------------------------------------------------- |
| Primera fase (12 equipos)  | Primera fase (12 equipos)  | - 1 equipo de Argentina, Bolivia, Brasil, Chile, Colombia, Ecuador, México, Paraguay, Perú, Uruguay y Venezuela - 1 equipo extra del país del campeón vigente |                                                                                 |
| Segunda fase (32 equipos)  | Segunda fase (32 equipos)  | - 4 equipos de Argentina y Brasil - 2 equipos de Bolivia, Chile, Colombia, Ecuador, México, Paraguay, Perú, Uruguay y Venezuela                               | - 6 equipos clasificados de la Primera fase                                     |
| Fases finales (16 equipos) | Fases finales (16 equipos) | | - 8 equipos primeros de la Segunda fase - 8 equipos segundos de la Segunda fase |

## Equipos participantes
En cursiva los equipos debutantes en el torneo.
| País                             | Equipo                                                             | Vía de clasificación |
| -------------------------------- | ------------------------------------------------------------------ | --- |
| Argentina 5 cupos                | Arsenal Vélez Sarsfield Newell's Old Boys Boca Juniors Tigre       | Campeón del Torneo Clausura 2012 Campeón del Torneo Inicial 2012 Mejor equipo ubicado en la tabla sumatoria del año 2012 2.º mejor equipo ubicado en la tabla sumatoria del año 2012 Mejor equipo ubicado en la Copa Sudamericana 2012 |
| Bolivia 3 cupos                  | The Strongest San José Bolívar                                     | Campeón del Torneo Clausura 2012 y del Torneo Apertura 2012 Subcampeón del Torneo Clausura 2012 y del Torneo Apertura 2012 Ganador del partido entre el 3.º puesto del Torneo Clausura 2012 y el 3.º puesto del Torneo Apertura 2012 |
| Brasil 5 cupos + campeón vigente | Corinthians Fluminense Palmeiras Atlético Mineiro Grêmio São Paulo | Campeón de la Copa Libertadores 2012 Campeón del Campeonato Brasileño de 2012 Campeón de la Copa de Brasil 2012 Subcampeón del Campeonato Brasileño de 2012 3.º puesto del Campeonato Brasileño de 2012 Campeón de la Copa Sudamericana 2012 y 4.º puesto del Campeonato Brasileño de 2012 |
| Chile 3 cupos                    | Universidad de Chile Huachipato Deportes Iquique                   | Campeón del Torneo Apertura 2012 Campeón del Torneo Clausura 2012 Mejor equipo ubicado en la tabla acumulada de la temporada 2012 |
| Colombia 3 cupos                 | Santa Fe Millonarios Deportes Tolima                               | Campeón del Torneo Apertura 2012 Campeón del Torneo Finalización 2012 Mejor equipo ubicado en la Reclasificación 2012 |
| Ecuador 3 cupos                  | Barcelona Emelec Liga de Quito                                     | Campeón del Campeonato Ecuatoriano de 2012 Ganador del repechaje por la clasificación a la Copa Libertadores 2013 Perdedor del repechaje por la clasificación a la Copa Libertadores 2013 |
| México 3 cupos                   | Toluca Tijuana León                                                | Mejor equipo ubicado en la tabla general de la fase regular del Torneo Apertura 2012 no participante de la Concacaf Liga Campeones 2012-13 2.º mejor equipo ubicado en la tabla general de la fase regular del Torneo Apertura 2012 no participante de la Concacaf Liga Campeones 2012-13 3.º mejor equipo ubicado en la tabla general de la fase regular del Torneo Apertura 2012 no participante de la Concacaf Liga Campeones 2012-13 |
| Paraguay 3 cupos                 | Libertad Cerro Porteño Olimpia                                     | Campeón en la temporada 2012 con mayor puntaje acumulado Campeón en la temporada 2012 con menor puntaje acumulado Mejor equipo ubicado en la tabla acumulada de la temporada 2012 |
| Perú 3 cupos                     | Sporting Cristal Real Garcilaso Universidad César Vallejo          | Campeón del Campeonato Descentralizado 2012 Subcampeón del Campeonato Descentralizado 2012 Mejor equipo ubicado en la tabla acumulada del Campeonato Descentralizado 2012 |
| Uruguay 3 cupos                  | Nacional Peñarol Defensor Sporting                                 | Campeón del Campeonato Uruguayo 2011-12 Mejor equipo ubicado en la tabla anual del Campeonato Uruguayo 2011-12 2.º mejor equipo ubicado en la tabla anual del Campeonato Uruguayo 2011-12 |
| Venezuela 3 cupos                | Deportivo Lara Caracas Deportivo Anzoátegui                        | Ganador del Torneo Apertura 2011 y del Torneo Clausura 2012 Mejor equipo ubicado en la tabla acumulada de la Primera División Venezolana 2011-12 2.º mejor equipo ubicado en la tabla acumulada de la Primera División Venezolana 2011-12 |

### Distribución geográfica de los equipos
Distribución geográfica de las sedes de los equipos participantes:

## Sorteo
El sorteo se realizó el 21 de diciembre de 2012 en el Centro de Convenciones de la Confederación Sudamericana de Fútbol.

### Bolilleros de la Primera fase
| Bombo 1                                                                     | Bombo 2                                                                                                 |
| --------------------------------------------------------------------------- | --- |
| - Tigre - Grêmio - São Paulo - Deportes Iquique - Deportes Tolima - Olimpia | - Bolívar - Liga de Quito - León - Universidad César Vallejo - Defensor Sporting - Deportivo Anzoátegui |

### Bolilleros de la Segunda fase
| Bombo 1 | Bombo 2 | Bombo 3 | Bombo 5                                                                                    |
| --- | --- | --- | ------------------------------------------------------------------------------------------ |
| - Arsenal - Vélez Sarsfield - Corinthians - Fluminense - Santa Fe - Barcelona - Sporting Cristal - Deportivo Lara | - San José - The Strongest - Huachipato - Universidad de Chile - Cerro Porteño - Libertad - Nacional - Peñarol | - Boca Juniors - Newell's Old Boys - Atlético Mineiro - Palmeiras - Millonarios - Emelec - Real Garcilaso - Caracas | - Toluca - Tijuana - Ganador 1 - Ganador 2 - Ganador 3 - Ganador 4 - Ganador 5 - Ganador 6 |

## Primera fase
| Fechas           | Local en la ida   | Global       | Local en la vuelta        | Ida | Vuelta | Llave     |
| ---------------- | ----------------- | ------------ | ------------------------- | --- | ------ | --------- |
| 22 y 29 de enero | Tigre             | 5:1          | Deportivo Anzoátegui      | 2:1 | 3:0    | Ganador 1 |
| 23 y 30 de enero | Liga de Quito     | 1:1 (4:5 p.) | Grêmio                    | 1:0 | 0:1    | Ganador 2 |
| 24 y 31 de enero | Deportes Tolima   | 2:1          | Universidad César Vallejo | 1:0 | 1:1    | Ganador 3 |
| 24 y 31 de enero | Defensor Sporting | 0:2          | Olimpia                   | 0:0 | 0:2    | Ganador 4 |
| 23 y 30 de enero | São Paulo         | 8:4          | Bolívar                   | 5:0 | 3:4    | Ganador 5 |
| 22 y 29 de enero | León              | 2:2 (2:4 p.) | Deportes Iquique          | 1:1 | 1:1    | Ganador 6 |

## Segunda fase
Los dos primeros equipos de cada grupo accedieron a los octavos de final. Los criterios de clasificación fueron los siguientes:
1. Puntos obtenidos.
2. Diferencia de goles.
3. Mayor cantidad de goles marcados.
4. Mayor cantidad de goles marcados como visitante.
5. Sorteo.

### Grupo 1
| Equipo       | Pts. | PJ | PG | PE | PP | GF | GC | DG |
| ------------ | ---- | -- | -- | -- | -- | -- | -- | -- |
| Nacional     | 10   | 6  | 3  | 1  | 2  | 10 | 6  | 4  |
| Boca Juniors | 9    | 6  | 3  | 0  | 3  | 7  | 7  | 0  |
| Toluca       | 8    | 6  | 2  | 2  | 2  | 8  | 11 | –3 |
| Barcelona    | 6    | 6  | 1  | 3  | 2  | 5  | 6  | –1 |

| \| Fecha \| Lugar \| Local \| Resultado \| Visitante \| \| ------------- \| --------------- \| ------------ \| --------- \| ------------ \| \| 12 de febrero \| Montevideo \| Nacional \| 2:2 \| Barcelona \| \| 13 de febrero \| Buenos Aires \| Boca Juniors \| 1:2 \| Toluca \| \| 19 de febrero \| Toluca de Lerdo \| Toluca \| 2:3 \| Nacional \| \| 27 de febrero \| Guayaquil \| Barcelona \| 1:2 \| Boca Juniors \| \| 6 de marzo \| Toluca de Lerdo \| Toluca \| 1:1 \| Barcelona \| \| 7 de marzo \| Buenos Aires \| Boca Juniors \| 0:1 \| Nacional \| \| 13 de marzo \| Guayaquil \| Barcelona \| 0:0 \| Toluca \| \| 14 de marzo \| Montevideo \| Nacional \| 0:1 \| Boca Juniors \| \| 3 de abril \| Buenos Aires \| Boca Juniors \| 1:0 \| Barcelona \| \| 4 de abril \| Montevideo \| Nacional \| 4:0 \| Toluca \| \| 17 de abril \| Guayaquil \| Barcelona \| 1:0 \| Nacional \| \| 17 de abril \| Toluca de Lerdo \| Toluca \| 3:2 \| Boca Juniors \| |                 |              |           |              |
| Fecha | Lugar           | Local        | Resultado | Visitante    |
| 12 de febrero | Montevideo      | Nacional     | 2:2       | Barcelona    |
| 13 de febrero | Buenos Aires    | Boca Juniors | 1:2       | Toluca       |
| 19 de febrero | Toluca de Lerdo | Toluca       | 2:3       | Nacional     |
| 27 de febrero | Guayaquil       | Barcelona    | 1:2       | Boca Juniors |
| 6 de marzo | Toluca de Lerdo | Toluca       | 1:1       | Barcelona    |
| 7 de marzo | Buenos Aires    | Boca Juniors | 0:1       | Nacional     |
| 13 de marzo | Guayaquil       | Barcelona    | 0:0       | Toluca       |
| 14 de marzo | Montevideo      | Nacional     | 0:1       | Boca Juniors |
| 3 de abril | Buenos Aires    | Boca Juniors | 1:0       | Barcelona    |
| 4 de abril | Montevideo      | Nacional     | 4:0       | Toluca       |
| 17 de abril | Guayaquil       | Barcelona    | 1:0       | Nacional     |
| 17 de abril | Toluca de Lerdo | Toluca       | 3:2       | Boca Juniors |

### Grupo 2
| Equipo           | Pts. | PJ | PG | PE | PP | GF | GC | DG |
| ---------------- | ---- | -- | -- | -- | -- | -- | -- | -- |
| Palmeiras        | 9    | 6  | 3  | 0  | 3  | 5  | 5  | 0  |
| Tigre            | 9    | 6  | 3  | 0  | 3  | 9  | 10 | –1 |
| Libertad         | 8    | 6  | 2  | 2  | 2  | 10 | 9  | 1  |
| Sporting Cristal | 8    | 6  | 2  | 2  | 2  | 8  | 8  | 0  |

| \| Fecha \| Lugar \| Local \| Resultado \| Visitante \| \| ------------- \| --------- \| ---------------- \| --------- \| ---------------- \| \| 14 de febrero \| São Paulo \| Palmeiras \| 2:1 \| Sporting Cristal \| \| 21 de febrero \| Victoria \| Tigre \| 0:2 \| Libertad \| \| 28 de febrero \| Lima \| Sporting Cristal \| 2:0 \| Tigre \| \| 28 de febrero \| Asunción \| Libertad \| 2:0 \| Palmeiras \| \| 6 de marzo \| Asunción \| Libertad \| 2:2 \| Sporting Cristal \| \| 6 de marzo \| Victoria \| Tigre \| 1:0 \| Palmeiras \| \| 12 de marzo \| Lima \| Sporting Cristal \| 1:1 \| Libertad \| \| 2 de abril \| São Paulo \| Palmeiras \| 2:0 \| Tigre \| \| 9 de abril \| Victoria \| Tigre \| 3:1 \| Sporting Cristal \| \| 11 de abril \| São Paulo \| Palmeiras \| 1:0 \| Libertad \| \| 18 de abril \| Callao \| Sporting Cristal \| 1:0 \| Palmeiras \| \| 18 de abril \| Asunción \| Libertad \| 3:5 \| Tigre \| |           |                  |           |                  |
| Fecha | Lugar     | Local            | Resultado | Visitante        |
| 14 de febrero | São Paulo | Palmeiras        | 2:1       | Sporting Cristal |
| 21 de febrero | Victoria  | Tigre            | 0:2       | Libertad         |
| 28 de febrero | Lima      | Sporting Cristal | 2:0       | Tigre            |
| 28 de febrero | Asunción  | Libertad         | 2:0       | Palmeiras        |
| 6 de marzo | Asunción  | Libertad         | 2:2       | Sporting Cristal |
| 6 de marzo | Victoria  | Tigre            | 1:0       | Palmeiras        |
| 12 de marzo | Lima      | Sporting Cristal | 1:1       | Libertad         |
| 2 de abril | São Paulo | Palmeiras        | 2:0       | Tigre            |
| 9 de abril | Victoria  | Tigre            | 3:1       | Sporting Cristal |
| 11 de abril | São Paulo | Palmeiras        | 1:0       | Libertad         |
| 18 de abril | Callao    | Sporting Cristal | 1:0       | Palmeiras        |
| 18 de abril | Asunción  | Libertad         | 3:5       | Tigre            |

### Grupo 3
| Equipo           | Pts. | PJ | PG | PE | PP | GF | GC | DG |
| ---------------- | ---- | -- | -- | -- | -- | -- | -- | -- |
| Atlético Mineiro | 15   | 6  | 5  | 0  | 1  | 16 | 9  | 7  |
| São Paulo        | 7    | 6  | 2  | 1  | 3  | 8  | 8  | 0  |
| Arsenal          | 7    | 6  | 2  | 1  | 3  | 10 | 15 | –5 |
| The Strongest    | 6    | 6  | 2  | 0  | 4  | 8  | 10 | –2 |

| \| Fecha \| Lugar \| Local \| Resultado \| Visitante \| \| ------------- \| -------------- \| ---------------- \| --------- \| ---------------- \| \| 13 de febrero \| Belo Horizonte \| Atlético Mineiro \| 2:1 \| São Paulo \| \| 14 de febrero \| La Paz \| The Strongest \| 2:1 \| Arsenal \| \| 26 de febrero \| Sarandí \| Arsenal \| 2:5 \| Atlético Mineiro \| \| 28 de febrero \| São Paulo \| São Paulo \| 2:1 \| The Strongest \| \| 7 de marzo \| São Paulo \| São Paulo \| 1:1 \| Arsenal \| \| 7 de marzo \| Belo Horizonte \| Atlético Mineiro \| 2:1 \| The Strongest \| \| 13 de marzo \| La Paz \| The Strongest \| 1:2 \| Atlético Mineiro \| \| 14 de marzo \| Sarandí \| Arsenal \| 2:1 \| São Paulo \| \| 3 de abril \| Belo Horizonte \| Atlético Mineiro \| 5:2 \| Arsenal \| \| 4 de abril \| La Paz \| The Strongest \| 2:1 \| São Paulo \| \| 17 de abril \| Sarandí \| Arsenal \| 2:1 \| The Strongest \| \| 17 de abril \| São Paulo \| São Paulo \| 2:0 \| Atlético Mineiro \| |                |                  |           |                  |
| Fecha | Lugar          | Local            | Resultado | Visitante        |
| 13 de febrero | Belo Horizonte | Atlético Mineiro | 2:1       | São Paulo        |
| 14 de febrero | La Paz         | The Strongest    | 2:1       | Arsenal          |
| 26 de febrero | Sarandí        | Arsenal          | 2:5       | Atlético Mineiro |
| 28 de febrero | São Paulo      | São Paulo        | 2:1       | The Strongest    |
| 7 de marzo | São Paulo      | São Paulo        | 1:1       | Arsenal          |
| 7 de marzo | Belo Horizonte | Atlético Mineiro | 2:1       | The Strongest    |
| 13 de marzo | La Paz         | The Strongest    | 1:2       | Atlético Mineiro |
| 14 de marzo | Sarandí        | Arsenal          | 2:1       | São Paulo        |
| 3 de abril | Belo Horizonte | Atlético Mineiro | 5:2       | Arsenal          |
| 4 de abril | La Paz         | The Strongest    | 2:1       | São Paulo        |
| 17 de abril | Sarandí        | Arsenal          | 2:1       | The Strongest    |
| 17 de abril | São Paulo      | São Paulo        | 2:0       | Atlético Mineiro |

### Grupo 4
| Equipo           | Pts. | PJ | PG | PE | PP | GF | GC | DG |
| ---------------- | ---- | -- | -- | -- | -- | -- | -- | -- |
| Vélez Sarsfield  | 13   | 6  | 4  | 1  | 1  | 10 | 3  | 7  |
| Emelec           | 10   | 6  | 3  | 1  | 2  | 5  | 4  | 1  |
| Peñarol          | 9    | 6  | 3  | 0  | 3  | 7  | 7  | 0  |
| Deportes Iquique | 3    | 6  | 1  | 0  | 5  | 5  | 13 | –8 |

| \| Fecha \| Lugar \| Local \| Resultado \| Visitante \| \| ------------- \| ------------ \| ---------------- \| --------- \| ---------------- \| \| 12 de febrero \| Guayaquil \| Emelec \| 1:0 \| Vélez Sarsfield \| \| 13 de febrero \| Iquique \| Deportes Iquique \| 1:2 \| Peñarol \| \| 19 de febrero \| Montevideo \| Peñarol \| 1:0 \| Emelec \| \| 20 de febrero \| Buenos Aires \| Vélez Sarsfield \| 3:0 \| Deportes Iquique \| \| 26 de febrero \| Montevideo \| Peñarol \| 0:1 \| Vélez Sarsfield \| \| 27 de febrero \| Iquique \| Deportes Iquique \| 2:0 \| Emelec \| \| 5 de marzo \| Guayaquil \| Emelec \| 2:1 \| Deportes Iquique \| \| 12 de marzo \| Buenos Aires \| Vélez Sarsfield \| 3:1 \| Peñarol \| \| 2 de abril \| Iquique \| Deportes Iquique \| 1:3 \| Vélez Sarsfield \| \| 2 de abril \| Guayaquil \| Emelec \| 2:0 \| Peñarol \| \| 9 de abril \| Buenos Aires \| Vélez Sarsfield \| 0:0 \| Emelec \| \| 9 de abril \| Montevideo \| Peñarol \| 3:0 \| Deportes Iquique \| |              |                  |           |                  |
| Fecha | Lugar        | Local            | Resultado | Visitante        |
| 12 de febrero | Guayaquil    | Emelec           | 1:0       | Vélez Sarsfield  |
| 13 de febrero | Iquique      | Deportes Iquique | 1:2       | Peñarol          |
| 19 de febrero | Montevideo   | Peñarol          | 1:0       | Emelec           |
| 20 de febrero | Buenos Aires | Vélez Sarsfield  | 3:0       | Deportes Iquique |
| 26 de febrero | Montevideo   | Peñarol          | 0:1       | Vélez Sarsfield  |
| 27 de febrero | Iquique      | Deportes Iquique | 2:0       | Emelec           |
| 5 de marzo | Guayaquil    | Emelec           | 2:1       | Deportes Iquique |
| 12 de marzo | Buenos Aires | Vélez Sarsfield  | 3:1       | Peñarol          |
| 2 de abril | Iquique      | Deportes Iquique | 1:3       | Vélez Sarsfield  |
| 2 de abril | Guayaquil    | Emelec           | 2:0       | Peñarol          |
| 9 de abril | Buenos Aires | Vélez Sarsfield  | 0:0       | Emelec           |
| 9 de abril | Montevideo   | Peñarol          | 3:0       | Deportes Iquique |

### Grupo 5
| Equipo      | Pts. | PJ | PG | PE | PP | GF | GC | DG |
| ----------- | ---- | -- | -- | -- | -- | -- | -- | -- |
| Corinthians | 13   | 6  | 4  | 1  | 1  | 10 | 2  | 8  |
| Tijuana     | 13   | 6  | 4  | 1  | 1  | 8  | 4  | 4  |
| San José    | 5    | 6  | 1  | 2  | 3  | 5  | 11 | –6 |
| Millonarios | 3    | 6  | 1  | 0  | 5  | 2  | 8  | –6 |

| \| Fecha \| Lugar \| Local \| Resultado \| Visitante \| \| ------------- \| --------- \| ----------- \| --------- \| ----------- \| \| 19 de febrero \| Bogotá \| Millonarios \| 0:1 \| Tijuana \| \| 20 de febrero \| Oruro \| San José \| 1:1 \| Corinthians \| \| 26 de febrero \| Tijuana \| Tijuana \| 4:0 \| San José \| \| 27 de febrero \| São Paulo \| Corinthians \| 2:0 \| Millonarios \| \| 5 de marzo \| Bogotá \| Millonarios \| 2:1 \| San José \| \| 6 de marzo \| Tijuana \| Tijuana \| 1:0 \| Corinthians \| \| 13 de marzo \| São Paulo \| Corinthians \| 3:0 \| Tijuana \| \| 14 de marzo \| Oruro \| San José \| 2:0 \| Millonarios \| \| 3 de abril \| Bogotá \| Millonarios \| 0:1 \| Corinthians \| \| 3 de abril \| Oruro \| San José \| 1:1 \| Tijuana \| \| 10 de abril \| São Paulo \| Corinthians \| 3:0 \| San José \| \| 10 de abril \| Tijuana \| Tijuana \| 1:0 \| Millonarios \| |           |             |           |             |
| Fecha | Lugar     | Local       | Resultado | Visitante   |
| 19 de febrero | Bogotá    | Millonarios | 0:1       | Tijuana     |
| 20 de febrero | Oruro     | San José    | 1:1       | Corinthians |
| 26 de febrero | Tijuana   | Tijuana     | 4:0       | San José    |
| 27 de febrero | São Paulo | Corinthians | 2:0       | Millonarios |
| 5 de marzo | Bogotá    | Millonarios | 2:1       | San José    |
| 6 de marzo | Tijuana   | Tijuana     | 1:0       | Corinthians |
| 13 de marzo | São Paulo | Corinthians | 3:0       | Tijuana     |
| 14 de marzo | Oruro     | San José    | 2:0       | Millonarios |
| 3 de abril | Bogotá    | Millonarios | 0:1       | Corinthians |
| 3 de abril | Oruro     | San José    | 1:1       | Tijuana     |
| 10 de abril | São Paulo | Corinthians | 3:0       | San José    |
| 10 de abril | Tijuana   | Tijuana     | 1:0       | Millonarios |

### Grupo 6
| Equipo          | Pts. | PJ | PG | PE | PP | GF | GC | DG |
| --------------- | ---- | -- | -- | -- | -- | -- | -- | -- |
| Santa Fe        | 14   | 6  | 4  | 2  | 0  | 9  | 4  | 5  |
| Real Garcilaso  | 10   | 6  | 3  | 1  | 2  | 8  | 7  | 1  |
| Deportes Tolima | 8    | 6  | 2  | 2  | 2  | 7  | 5  | 2  |
| Cerro Porteño   | 1    | 6  | 0  | 1  | 5  | 3  | 11 | –8 |

| \| Fecha \| Lugar \| Local \| Resultado \| Visitante \| \| ------------- \| -------- \| --------------- \| --------- \| --------------- \| \| 13 de febrero \| Cuzco \| Real Garcilaso \| 1:1 \| Santa Fe \| \| 14 de febrero \| Ibagué \| Deportes Tolima \| 2:1 \| Cerro Porteño \| \| 21 de febrero \| Asunción \| Cerro Porteño \| 0:1 \| Real Garcilaso \| \| 21 de febrero \| Bogotá \| Santa Fe \| 1:1 \| Deportes Tolima \| \| 26 de febrero \| Ibagué \| Deportes Tolima \| 0:1 \| Real Garcilaso \| \| 7 de marzo \| Asunción \| Cerro Porteño \| 1:2 \| Santa Fe \| \| 2 de abril \| Cuzco \| Real Garcilaso \| 0:3 \| Deportes Tolima \| \| 2 de abril \| Bogotá \| Santa Fe \| 1:0 \| Cerro Porteño \| \| 9 de abril \| Ibagué \| Deportes Tolima \| 1:2 \| Santa Fe \| \| 10 de abril \| Cuzco \| Real Garcilaso \| 5:1 \| Cerro Porteño \| \| 16 de abril \| Bogotá \| Santa Fe \| 2:0 \| Real Garcilaso \| \| 16 de abril \| Asunción \| Cerro Porteño \| 0:0 \| Deportes Tolima \| |          |                 |           |                 |
| Fecha | Lugar    | Local           | Resultado | Visitante       |
| 13 de febrero | Cuzco    | Real Garcilaso  | 1:1       | Santa Fe        |
| 14 de febrero | Ibagué   | Deportes Tolima | 2:1       | Cerro Porteño   |
| 21 de febrero | Asunción | Cerro Porteño   | 0:1       | Real Garcilaso  |
| 21 de febrero | Bogotá   | Santa Fe        | 1:1       | Deportes Tolima |
| 26 de febrero | Ibagué   | Deportes Tolima | 0:1       | Real Garcilaso  |
| 7 de marzo | Asunción | Cerro Porteño   | 1:2       | Santa Fe        |
| 2 de abril | Cuzco    | Real Garcilaso  | 0:3       | Deportes Tolima |
| 2 de abril | Bogotá   | Santa Fe        | 1:0       | Cerro Porteño   |
| 9 de abril | Ibagué   | Deportes Tolima | 1:2       | Santa Fe        |
| 10 de abril | Cuzco    | Real Garcilaso  | 5:1       | Cerro Porteño   |
| 16 de abril | Bogotá   | Santa Fe        | 2:0       | Real Garcilaso  |
| 16 de abril | Asunción | Cerro Porteño   | 0:0       | Deportes Tolima |

### Grupo 7
| Equipo               | Pts. | PJ | PG | PE | PP | GF | GC | DG |
| -------------------- | ---- | -- | -- | -- | -- | -- | -- | -- |
| Olimpia              | 13   | 6  | 4  | 1  | 1  | 16 | 7  | 9  |
| Newell's Old Boys    | 9    | 6  | 3  | 0  | 3  | 11 | 10 | 1  |
| Universidad de Chile | 9    | 6  | 3  | 0  | 3  | 7  | 9  | –2 |
| Deportivo Lara       | 4    | 6  | 1  | 1  | 4  | 8  | 16 | –8 |

| \| Fecha \| Lugar \| Local \| Resultado \| Visitante \| \| ------------- \| -------- \| -------------------- \| --------- \| -------------------- \| \| 12 de febrero \| Santiago \| Universidad de Chile \| 2:0 \| Deportivo Lara \| \| 14 de febrero \| Rosario \| Newell's Old Boys \| 3:1 \| Olimpia \| \| 19 de febrero \| Asunción \| Olimpia \| 3:0 \| Universidad de Chile \| \| 21 de febrero \| Cabudare \| Deportivo Lara \| 2:1 \| Newell's Old Boys \| \| 5 de marzo \| Asunción \| Olimpia \| 2:2 \| Deportivo Lara \| \| 5 de marzo \| Rosario \| Newell's Old Boys \| 1:2 \| Universidad de Chile \| \| 12 de marzo \| Santiago \| Universidad de Chile \| 0:2 \| Newell's Old Boys \| \| 13 de marzo \| Cabudare \| Deportivo Lara \| 1:5 \| Olimpia \| \| 4 de abril \| Rosario \| Newell's Old Boys \| 3:1 \| Deportivo Lara \| \| 4 de abril \| Santiago \| Universidad de Chile \| 0:1 \| Olimpia \| \| 11 de abril \| Cabudare \| Deportivo Lara \| 2:3 \| Universidad de Chile \| \| 11 de abril \| Asunción \| Olimpia \| 4:1 \| Newell's Old Boys \| |          |                      |           |                      |
| Fecha | Lugar    | Local                | Resultado | Visitante            |
| 12 de febrero | Santiago | Universidad de Chile | 2:0       | Deportivo Lara       |
| 14 de febrero | Rosario  | Newell's Old Boys    | 3:1       | Olimpia              |
| 19 de febrero | Asunción | Olimpia              | 3:0       | Universidad de Chile |
| 21 de febrero | Cabudare | Deportivo Lara       | 2:1       | Newell's Old Boys    |
| 5 de marzo | Asunción | Olimpia              | 2:2       | Deportivo Lara       |
| 5 de marzo | Rosario  | Newell's Old Boys    | 1:2       | Universidad de Chile |
| 12 de marzo | Santiago | Universidad de Chile | 0:2       | Newell's Old Boys    |
| 13 de marzo | Cabudare | Deportivo Lara       | 1:5       | Olimpia              |
| 4 de abril | Rosario  | Newell's Old Boys    | 3:1       | Deportivo Lara       |
| 4 de abril | Santiago | Universidad de Chile | 0:1       | Olimpia              |
| 11 de abril | Cabudare | Deportivo Lara       | 2:3       | Universidad de Chile |
| 11 de abril | Asunción | Olimpia              | 4:1       | Newell's Old Boys    |

### Grupo 8
| Equipo     | Pts. | PJ | PG | PE | PP | GF | GC | DG |
| ---------- | ---- | -- | -- | -- | -- | -- | -- | -- |
| Fluminense | 11   | 6  | 3  | 2  | 1  | 5  | 5  | 0  |
| Grêmio     | 8    | 6  | 2  | 2  | 2  | 10 | 6  | 4  |
| Huachipato | 8    | 6  | 2  | 2  | 2  | 10 | 8  | 2  |
| Caracas    | 6    | 6  | 2  | 0  | 4  | 6  | 12 | –6 |

| \| Fecha \| Lugar \| Local \| Resultado \| Visitante \| \| ------------- \| -------------- \| ---------- \| --------- \| ---------- \| \| 13 de febrero \| Caracas \| Caracas \| 0:1 \| Fluminense \| \| 14 de febrero \| Porto Alegre \| Grêmio \| 1:2 \| Huachipato \| \| 20 de febrero \| Río de Janeiro \| Fluminense \| 0:3 \| Grêmio \| \| 20 de febrero \| Talcahuano \| Huachipato \| 1:3 \| Caracas \| \| 27 de febrero \| Talcahuano \| Huachipato \| 1:2 \| Fluminense \| \| 5 de marzo \| Porto Alegre \| Grêmio \| 4:1 \| Caracas \| \| 6 de marzo \| Río de Janeiro \| Fluminense \| 1:1 \| Huachipato \| \| 12 de marzo \| Caracas \| Caracas \| 2:1 \| Grêmio \| \| 3 de abril \| Caracas \| Caracas \| 0:4 \| Huachipato \| \| 10 de abril \| Porto Alegre \| Grêmio \| 0:0 \| Fluminense \| \| 18 de abril \| Río de Janeiro \| Fluminense \| 1:0 \| Caracas \| \| 18 de abril \| Talcahuano \| Huachipato \| 1:1 \| Grêmio \| |                |            |           |            |
| Fecha | Lugar          | Local      | Resultado | Visitante  |
| 13 de febrero | Caracas        | Caracas    | 0:1       | Fluminense |
| 14 de febrero | Porto Alegre   | Grêmio     | 1:2       | Huachipato |
| 20 de febrero | Río de Janeiro | Fluminense | 0:3       | Grêmio     |
| 20 de febrero | Talcahuano     | Huachipato | 1:3       | Caracas    |
| 27 de febrero | Talcahuano     | Huachipato | 1:2       | Fluminense |
| 5 de marzo | Porto Alegre   | Grêmio     | 4:1       | Caracas    |
| 6 de marzo | Río de Janeiro | Fluminense | 1:1       | Huachipato |
| 12 de marzo | Caracas        | Caracas    | 2:1       | Grêmio     |
| 3 de abril | Caracas        | Caracas    | 0:4       | Huachipato |
| 10 de abril | Porto Alegre   | Grêmio     | 0:0       | Fluminense |
| 18 de abril | Río de Janeiro | Fluminense | 1:0       | Caracas    |
| 18 de abril | Talcahuano     | Huachipato | 1:1       | Grêmio     |

## Fases finales
A partir de aquí, los dieciséis equipos clasificados disputaron una serie de eliminatorias a ida y vuelta, hasta consagrar al campeón.
Las fases finales estuvieron compuestas por cuatro etapas: octavos, cuartos, semifinales y final. A los fines de establecer las llaves de la primera etapa, los dieciséis equipos fueron ordenados en dos tablas, una con los clasificados como primeros (numerados del 1 al 8 de acuerdo con su desempeño en la segunda fase, determinada según los criterios de clasificación), y otra con aquellos clasificados como segundos (numerados del 9 al 16, con el mismo criterio), enfrentándose en octavos de final el 1 con el 16, el 2 con el 15, el 3 con el 14, y así sucesivamente. Durante todo el desarrollo de las fases finales, el equipo que ostentara menor número de orden que su rival de turno ejerció la localía en el partido de vuelta. En caso de que dos equipos de un mismo país alcanzaran la ronda de semifinales, se debía alterar, de ser necesario, el orden de las llaves para que ambos se enfrentaran en la mencionada instancia, a fin de evitar que puedan cruzarse en la final.

### Tabla de primeros
| N.º | Equipo           | Pts. | PJ | PG | PE | PP | GF | GC | DG |
| --- | ---------------- | ---- | -- | -- | -- | -- | -- | -- | -- |
| 1   | Atlético Mineiro | 15   | 6  | 5  | 0  | 1  | 16 | 9  | 7  |
| 2   | Santa Fe         | 14   | 6  | 4  | 2  | 0  | 9  | 4  | 5  |
| 3   | Olimpia          | 13   | 6  | 4  | 1  | 1  | 16 | 7  | 9  |
| 4   | Corinthians      | 13   | 6  | 4  | 1  | 1  | 10 | 2  | 8  |
| 5   | Vélez Sarsfield  | 13   | 6  | 4  | 1  | 1  | 10 | 3  | 7  |
| 6   | Fluminense       | 11   | 6  | 3  | 2  | 1  | 5  | 5  | 0  |
| 7   | Nacional         | 10   | 6  | 3  | 1  | 2  | 10 | 6  | 4  |
| 8   | Palmeiras        | 9    | 6  | 3  | 0  | 3  | 5  | 5  | 0  |

### Tabla de segundos
| N.º | Equipo            | Pts. | PJ | PG | PE | PP | GF | GC | DG |
| --- | ----------------- | ---- | -- | -- | -- | -- | -- | -- | -- |
| 9   | Tijuana           | 13   | 6  | 4  | 1  | 1  | 8  | 4  | 4  |
| 10  | Real Garcilaso    | 10   | 6  | 3  | 1  | 2  | 8  | 7  | 1  |
| 11  | Emelec            | 10   | 6  | 3  | 1  | 2  | 5  | 4  | 1  |
| 12  | Newell's Old Boys | 9    | 6  | 3  | 0  | 3  | 11 | 10 | 1  |
| 13  | Boca Juniors      | 9    | 6  | 3  | 0  | 3  | 7  | 7  | 0  |
| 14  | Tigre             | 9    | 6  | 3  | 0  | 3  | 9  | 10 | –1 |
| 15  | Grêmio            | 8    | 6  | 2  | 2  | 2  | 10 | 6  | 4  |
| 16  | São Paulo         | 7    | 6  | 2  | 1  | 3  | 8  | 8  | 0  |

### Cuadro de desarrollo
|  | Octavos de final          | Octavos de final          | Octavos de final          | Octavos de final          | Octavos de final          |   |        | Cuartos de final      | Cuartos de final | Cuartos de final | Cuartos de final | Cuartos de final |  |   | Semifinales           | Semifinales      | Semifinales      | Semifinales      | Semifinales      |  |   | Final                 | Final            | Final            | Final            | Final            |  |
|  | 24 de abril al 16 de mayo | 24 de abril al 16 de mayo | 24 de abril al 16 de mayo | 24 de abril al 16 de mayo | 24 de abril al 16 de mayo |   |        | 22 al 30 de mayo      | 22 al 30 de mayo | 22 al 30 de mayo | 22 al 30 de mayo | 22 al 30 de mayo |  |   | 2 al 10 de julio      | 2 al 10 de julio | 2 al 10 de julio | 2 al 10 de julio | 2 al 10 de julio |  |   | 17 y 24 de julio      | 17 y 24 de julio | 17 y 24 de julio | 17 y 24 de julio | 17 y 24 de julio |  |
|  |                           |                           |                           |                           |                           |   |        |                       |                  |                  |                  |                  |  |   |                       |                  |                  |                  |                  |  |   |                       |                  |                  |                  |                  |  |
|  |                           |                           |                           |                           |                           |   |        |                       |                  |                  |                  |                  |  |   |                       |                  |                  |                  |                  |  |   |                       |                  |                  |                  |                  |  |
|  | 1                         | Atlético Mineiro          | 2                         | 4                         | 6                         |   |        |                       |                  |                  |                  |                  |  |   |                       |                  |                  |                  |                  |  |   |                       |                  |                  |                  |                  |  |
|  | 1                         | Atlético Mineiro          | 2                         | 4                         | 6                         |   |        |                       |                  |                  |                  |                  |  |   |                       |                  |                  |                  |                  |  |   |                       |                  |                  |                  |                  |  |
|  | 16                        | São Paulo                 | 1                         | 1                         | 2                         |   |        |                       |                  |                  |                  |                  |  |   |                       |                  |                  |                  |                  |  |   |                       |                  |                  |                  |                  |  |
|  | 16                        | São Paulo                 | 1                         | 1                         | 2                         |   | 1      | Atlético Mineiro (v.) | 2                | 1                | 3                |                  |  |   |                       |                  |                  |                  |                  |  |   |                       |                  |                  |                  |                  |  |
|  |                           |                           |                           |                           |                           |   | 1      | Atlético Mineiro (v.) | 2                | 1                | 3                |                  |  |   |                       |                  |                  |                  |                  |  |   |                       |                  |                  |                  |                  |  |
|  |                           |                           | 9                         | Tijuana                   | 2                         | 1 | 3      |                       |                  |                  |                  |                  |  |   |                       |                  |                  |                  |                  |  |   |                       |                  |                  |                  |                  |  |
|  | 8                         | Palmeiras                 | 9                         | Tijuana                   | 2                         | 1 | 3      | 0                     | 1                | 1                |                  |                  |  |   |                       |                  |                  |                  |                  |  |   |                       |                  |                  |                  |                  |  |
|  | 8                         | Palmeiras                 |                           |                           |                           |   |        |                       |                  | 1                |                  |                  |  |   |                       |                  |                  |                  |                  |  |   |                       |                  |                  |                  |                  |  |
|  | 9                         | Tijuana                   | 0                         | 2                         | 2                         |   |        |                       |                  |                  |                  |                  |  |   |                       |                  |                  |                  |                  |  |   |                       |                  |                  |                  |                  |  |
|  | 9                         | Tijuana                   | 0                         | 2                         | 2                         |   |        |                       |                  |                  |                  |                  |  | 1 | Atlético Mineiro (p.) | 0                | 2                | 2 (3)            |                  |  |   |                       |                  |                  |                  |                  |  |
|  |                           |                           |                           |                           |                           |   |        |                       |                  |                  |                  |                  |  | 1 | Atlético Mineiro (p.) | 0                | 2                | 2 (3)            |                  |  |   |                       |                  |                  |                  |                  |  |
|  |                           |                           | 12                        | Newell's Old Boys         | 2                         | 0 | 2 (2)  |                       |                  |                  |                  |                  |  |   |                       |                  |                  |                  |                  |  |   |                       |                  |                  |                  |                  |  |
|  | 4                         | Corinthians               | 12                        | Newell's Old Boys         | 2                         | 0 | 2 (2)  | 0                     | 1                | 1                |                  |                  |  |   |                       |                  |                  |                  |                  |  |   |                       |                  |                  |                  |                  |  |
|  | 4                         | Corinthians               |                           |                           |                           |   |        |                       |                  | 1                |                  |                  |  |   |                       |                  |                  |                  |                  |  |   |                       |                  |                  |                  |                  |  |
|  | 13                        | Boca Juniors              | 1                         | 1                         | 2                         |   |        |                       |                  |                  |                  |                  |  |   |                       |                  |                  |                  |                  |  |   |                       |                  |                  |                  |                  |  |
|  | 13                        | Boca Juniors              | 1                         | 1                         | 2                         |   | 13     | Boca Juniors          | 0                | 0                | 0 (9)            |                  |  |   |                       |                  |                  |                  |                  |  |   |                       |                  |                  |                  |                  |  |
|  |                           |                           |                           |                           |                           |   | 13     | Boca Juniors          | 0                | 0                | 0 (9)            |                  |  |   |                       |                  |                  |                  |                  |  |   |                       |                  |                  |                  |                  |  |
|  |                           |                           | 12                        | Newell's Old Boys (p.)    | 0                         | 0 | 0 (10) |                       |                  |                  |                  |                  |  |   |                       |                  |                  |                  |                  |  |   |                       |                  |                  |                  |                  |  |
|  | 5                         | Vélez Sarsfield           | 12                        | Newell's Old Boys (p.)    | 0                         | 0 | 0 (10) | 1                     | 1                | 2                |                  |                  |  |   |                       |                  |                  |                  |                  |  |   |                       |                  |                  |                  |                  |  |
|  | 5                         | Vélez Sarsfield           |                           |                           |                           |   |        |                       |                  | 2                |                  |                  |  |   |                       |                  |                  |                  |                  |  |   |                       |                  |                  |                  |                  |  |
|  | 12                        | Newell's Old Boys (v.)    | 0                         | 2                         | 2                         |   |        |                       |                  |                  |                  |                  |  |   |                       |                  |                  |                  |                  |  |   |                       |                  |                  |                  |                  |  |
|  | 12                        | Newell's Old Boys (v.)    | 0                         | 2                         | 2                         |   |        |                       |                  |                  |                  |                  |  |   |                       |                  |                  |                  |                  |  | 1 | Atlético Mineiro (p.) | 0                | 2                | 2 (4)            |                  |  |
|  |                           |                           |                           |                           |                           |   |        |                       |                  |                  |                  |                  |  |   |                       |                  |                  |                  |                  |  | 1 | Atlético Mineiro (p.) | 0                | 2                | 2 (4)            |                  |  |
|  |                           |                           | 3                         | Olimpia                   | 2                         | 0 | 2 (3)  |                       |                  |                  |                  |                  |  |   |                       |                  |                  |                  |                  |  |   |                       |                  |                  |                  |                  |  |
|  | 2                         | Santa Fe (v.)             | 3                         | Olimpia                   | 2                         | 0 | 2 (3)  | 1                     | 1                | 2                |                  |                  |  |   |                       |                  |                  |                  |                  |  |   |                       |                  |                  |                  |                  |  |
|  | 2                         | Santa Fe (v.)             |                           |                           |                           |   |        |                       |                  | 2                |                  |                  |  |   |                       |                  |                  |                  |                  |  |   |                       |                  |                  |                  |                  |  |
|  | 15                        | Grêmio                    | 2                         | 0                         | 2                         |   |        |                       |                  |                  |                  |                  |  |   |                       |                  |                  |                  |                  |  |   |                       |                  |                  |                  |                  |  |
|  | 15                        | Grêmio                    | 2                         | 0                         | 2                         |   | 2      | Santa Fe              | 3                | 2                | 5                |                  |  |   |                       |                  |                  |                  |                  |  |   |                       |                  |                  |                  |                  |  |
|  |                           |                           |                           |                           |                           |   | 2      | Santa Fe              | 3                | 2                | 5                |                  |  |   |                       |                  |                  |                  |                  |  |   |                       |                  |                  |                  |                  |  |
|  |                           |                           | 10                        | Real Garcilaso            | 1                         | 0 | 1      |                       |                  |                  |                  |                  |  |   |                       |                  |                  |                  |                  |  |   |                       |                  |                  |                  |                  |  |
|  | 7                         | Nacional                  | 10                        | Real Garcilaso            | 1                         | 0 | 1      | 0                     | 1                | 1 (1)            |                  |                  |  |   |                       |                  |                  |                  |                  |  |   |                       |                  |                  |                  |                  |  |
|  | 7                         | Nacional                  |                           |                           |                           |   |        |                       |                  | 1 (1)            |                  |                  |  |   |                       |                  |                  |                  |                  |  |   |                       |                  |                  |                  |                  |  |
|  | 10                        | Real Garcilaso (p.)       | 1                         | 0                         | 1 (4)                     |   |        |                       |                  |                  |                  |                  |  |   |                       |                  |                  |                  |                  |  |   |                       |                  |                  |                  |                  |  |
|  | 10                        | Real Garcilaso (p.)       | 1                         | 0                         | 1 (4)                     |   |        |                       |                  |                  |                  |                  |  | 2 | Santa Fe              | 0                | 1                | 1                |                  |  |   |                       |                  |                  |                  |                  |  |
|  |                           |                           |                           |                           |                           |   |        |                       |                  |                  |                  |                  |  | 2 | Santa Fe              | 0                | 1                | 1                |                  |  |   |                       |                  |                  |                  |                  |  |
|  |                           |                           | 3                         | Olimpia                   | 2                         | 0 | 2      |                       |                  |                  |                  |                  |  |   |                       |                  |                  |                  |                  |  |   |                       |                  |                  |                  |                  |  |
|  | 3                         | Olimpia                   | 3                         | Olimpia                   | 2                         | 0 | 2      | 1                     | 2                | 3                |                  |                  |  |   |                       |                  |                  |                  |                  |  |   |                       |                  |                  |                  |                  |  |
|  | 3                         | Olimpia                   |                           |                           |                           |   |        |                       |                  | 3                |                  |                  |  |   |                       |                  |                  |                  |                  |  |   |                       |                  |                  |                  |                  |  |
|  | 14                        | Tigre                     | 2                         | 0                         | 2                         |   |        |                       |                  |                  |                  |                  |  |   |                       |                  |                  |                  |                  |  |   |                       |                  |                  |                  |                  |  |
|  | 14                        | Tigre                     | 2                         | 0                         | 2                         |   | 3      | Olimpia               | 0                | 2                | 2                |                  |  |   |                       |                  |                  |                  |                  |  |   |                       |                  |                  |                  |                  |  |
|  |                           |                           |                           |                           |                           |   | 3      | Olimpia               | 0                | 2                | 2                |                  |  |   |                       |                  |                  |                  |                  |  |   |                       |                  |                  |                  |                  |  |
|  |                           |                           | 6                         | Fluminense                | 0                         | 1 | 1      |                       |                  |                  |                  |                  |  |   |                       |                  |                  |                  |                  |  |   |                       |                  |                  |                  |                  |  |
|  | 6                         | Fluminense                | 6                         | Fluminense                | 0                         | 1 | 1      | 1                     | 2                | 3                |                  |                  |  |   |                       |                  |                  |                  |                  |  |   |                       |                  |                  |                  |                  |  |
|  | 6                         | Fluminense                |                           |                           |                           |   |        |                       |                  | 3                |                  |                  |  |   |                       |                  |                  |                  |                  |  |   |                       |                  |                  |                  |                  |  |
|  | 11                        | Emelec                    | 2                         | 0                         | 2                         |   |        |                       |                  |                  |                  |                  |  |   |                       |                  |                  |                  |                  |  |   |                       |                  |                  |                  |                  |  |
|  | 11                        | Emelec                    | 2                         | 0                         | 2                         |   |        |                       |                  |                  |                  |                  |  |   |                       |                  |                  |                  |                  |  |   |                       |                  |                  |                  |                  |  |
|  |                           |                           |                           |                           |                           |   |        |                       |                  |                  |                  |                  |  |   |                       |                  |                  |                  |                  |  |   |                       |                  |                  |                  |                  |  |

- Nota: En cada llave, el equipo con el menor número de orden es el que definió la serie como local.

### Octavos de final
| 2 de mayo de 2013, 18:15 | São Paulo | 1:2 (1:1) | Atlético Mineiro              | Estadio Morumbi, São Paulo                                |                                                           |
|                          | Jadson 8' | Reporte   | Ronaldinho 42' · Tardelli 60' | Asistencia: 48 573 espectadores Árbitro(s): Antonio Arias | Asistencia: 48 573 espectadores Árbitro(s): Antonio Arias |

| 8 de mayo de 2013, 20:00 | Atlético Mineiro              | 4:1 (1:0) | São Paulo        | Estadio Independência, Belo Horizonte                       |                                                             |
|                          | Jô 17' 58' 65' · Tardelli 60' | Reporte   | Luís Fabiano 72' | Asistencia: 29 157 espectadores Árbitro(s): Roberto Silvera | Asistencia: 29 157 espectadores Árbitro(s): Roberto Silvera |

| 30 de abril de 2013, 20:30 | Tijuana | 0:0     | Palmeiras | Estadio Caliente, Tijuana                                  |                                                            |
|                            |         | Reporte |           | Asistencia: 16 519 espectadores Árbitro(s): Martín Vázquez | Asistencia: 16 519 espectadores Árbitro(s): Martín Vázquez |

| 14 de mayo de 2013, 20:00 | Palmeiras        | 1:2 (0:1) | Tijuana                | Estadio Pacaembú, São Paulo                                   |                                                               |
|                           | Souza 62' (pen.) | Reporte   | Riascos 26' · Arce 51' | Asistencia: 39 462 espectadores Árbitro(s): Juan Ernesto Soto | Asistencia: 39 462 espectadores Árbitro(s): Juan Ernesto Soto |

| 1 de mayo de 2013 | Boca Juniors | 1:0 (0:0) | Corinthians | Estadio La Bombonera, Buenos Aires                        |                                                           |
|                   | Blandi 58'   | Reporte   |             | Asistencia: 40 518 espectadores Árbitro(s): Enrique Osses | Asistencia: 40 518 espectadores Árbitro(s): Enrique Osses |

| 15 de mayo de 2013 | Corinthians  | 1:1 (0:1) | Boca Juniors | Estadio Pacaembú, São Paulo                                 |                                                             |
|                    | Paulinho 50' | Reporte   | Riquelme 24' | Asistencia: 39 300 espectadores Árbitro(s): Carlos Amarilla | Asistencia: 39 300 espectadores Árbitro(s): Carlos Amarilla |

| 24 de abril de 2013 | Newell's Old Boys | 0:1 (0:0) | Vélez Sarsfield | Estadio Marcelo Bielsa, Rosario                        |                                                        |
|                     |                   | Reporte   | Allione 62'     | Asistencia: 41 572 espectadores Árbitro(s): Diego Abal | Asistencia: 41 572 espectadores Árbitro(s): Diego Abal |

| 15 de mayo de 2013 | Vélez Sarsfield | 1:2 (0:2) | Newell's Old Boys     | Estadio José Amalfitani, Buenos Aires                     |                                                           |
|                    | Ferreyra 82'    | Reporte   | Casco 3' · Scocco 40' | Asistencia: 38 850 espectadores Árbitro(s): Néstor Pitana | Asistencia: 38 850 espectadores Árbitro(s): Néstor Pitana |

| 1 de mayo de 2013 | Grêmio                    | 2:1 (1:0) | Santa Fe  | Arena do Grêmio, Porto Alegre                                |                                                              |
|                   | Vargas 27' · Fernando 80' | Reporte   | Pérez 54' | Asistencia: 39 182 espectadores Árbitro(s): Patricio Loustau | Asistencia: 39 182 espectadores Árbitro(s): Patricio Loustau |

| 16 de mayo de 2013 | Santa Fe   | 1:0 (0:0) | Grêmio | Estadio El Campín, Bogotá                                   |                                                             |
|                    | Medina 79' | Reporte   |        | Asistencia: 40 000 espectadores Árbitro(s): Roberto Silvera | Asistencia: 40 000 espectadores Árbitro(s): Roberto Silvera |

| 25 de abril de 2013 | Real Garcilaso | 1:0 (1:0) | Nacional | Estadio Inca Garcilaso de la Vega, Cuzco                             |                                                                      |
|                     | Bogado 35'     | Reporte   |          | Asistencia: 23 418 espectadores Árbitro(s): Marcelo de Lima Henrique | Asistencia: 23 418 espectadores Árbitro(s): Marcelo de Lima Henrique |

| 9 de mayo de 2013 | Nacional                    | 1:0 (0:0) (1:4 p.)         | Real Garcilaso                       | Estadio Centenario, Montevideo                              |                                                             |
|                   | Bueno 57'                   | Reporte                    |                                      | Asistencia: 35 180 espectadores Árbitro(s): Carlos Amarilla | Asistencia: 35 180 espectadores Árbitro(s): Carlos Amarilla |
|                   |                             | Tiros desde el punto penal |                                      |                                                             |                                                             |
|                   | Recoba · Romero · Arismendi |                            | Ramos · Ferreira · Vildoso · Gamarra |                                                             |                                                             |

| 30 de abril de 2013 | Tigre                          | 2:1 (1:0) | Olimpia     | Estadio José Dellagiovanna, Victoria                   |                                                        |
|                     | Peñalba 26' · Pérez García 63' | Reporte   | Miranda 77' | Asistencia: 12 407 espectadores Árbitro(s): Omar Ponce | Asistencia: 12 407 espectadores Árbitro(s): Omar Ponce |

| 16 de mayo de 2013 | Olimpia                            | 2:0 (0:0) | Tigre | Estadio Defensores del Chaco, Asunción                    |                                                           |
|                    | Bareiro 51' · Paparatto 64' (a.g.) | Reporte   |       | Asistencia: 38 000 espectadores Árbitro(s): Darío Ubríaco | Asistencia: 38 000 espectadores Árbitro(s): Darío Ubríaco |

| 2 de mayo de 2013 | Emelec                                 | 2:1 (1:1) | Fluminense | Estadio George Capwell, Guayaquil                         |                                                           |
|                   | Euzébio 32' (a.g.) · Gaibor 86' (pen.) | Reporte   | Wágner 43' | Asistencia: 22 480 espectadores Árbitro(s): Wilmar Roldán | Asistencia: 22 480 espectadores Árbitro(s): Wilmar Roldán |

| 8 de mayo de 2013 | Fluminense               | 2:0 (1:0) | Emelec | Estadio São Januário, Río de Janeiro                             |                                                                  |
|                   | Fred 28' · Carlinhos 85' | Reporte   |        | Asistencia: 17 150 espectadores Árbitro(s): Víctor Hugo Carrillo | Asistencia: 17 150 espectadores Árbitro(s): Víctor Hugo Carrillo |

### Cuartos de final
| 23 de mayo de 2013 | Tijuana                    | 2:2 (1:0) | Atlético Mineiro          | Estadio Caliente, Tijuana                                     |                                                               |
|                    | Riascos 32' · Martínez 53' | Reporte   | Tardelli 66' · Luan 90+2' | Asistencia: 22 300 espectadores Árbitro(s): Hernando Buitrago | Asistencia: 22 300 espectadores Árbitro(s): Hernando Buitrago |

| 30 de mayo de 2013 | Atlético Mineiro | 1:1 (1:1) | Tijuana     | Estadio Independência, Belo Horizonte                      |                                                            |
|                    | Réver 40'        | Reporte   | Riascos 25' | Asistencia: 23 000 espectadores Árbitro(s): Patricio Polic | Asistencia: 23 000 espectadores Árbitro(s): Patricio Polic |

| 23 de mayo de 2013 | Boca Juniors | 0:0     | Newell's Old Boys | Estadio La Bombonera, Buenos Aires                         |                                                            |
|                    |              | Reporte |                   | Asistencia: 43 500 espectadores Árbitro(s): Mauro Vigliano | Asistencia: 43 500 espectadores Árbitro(s): Mauro Vigliano |

| 29 de mayo de 2013 | Newell's Old Boys | 0:0 (10:9 p.)              | Boca Juniors | Estadio Marcelo Bielsa, Rosario                            |                                                            |
|                    | | Reporte                    | | Asistencia: 42 000 espectadores Árbitro(s): Germán Delfino | Asistencia: 42 000 espectadores Árbitro(s): Germán Delfino |
|                    | | Tiros desde el punto penal | |                                                            |                                                            |
|                    | Scocco · Vergini · M. Rodríguez · Cáceres · Urruti · Casco · Tonso · Bernardi · Orzán · Guzmán · Scocco · Vergini · M. Rodríguez |                            | Riquelme · Pérez · Martínez · Somoza · Caruzzo · Orion · R. Rodríguez · Erbes · Zárate · Marín · Riquelme · Pérez · Martínez |                                                            |                                                            |

| 22 de mayo de 2013 | Real Garcilaso | 1:3 (0:2) | Santa Fe                          | Estadio Inca Garcilaso de la Vega, Cuzco                         |                                                                  |
|                    | Ramúa 63'      | Reporte   | Meza 19' · Medina 22' · Cuero 53' | Asistencia: 35 000 espectadores Árbitro(s): Leandro Pedro Vuaden | Asistencia: 35 000 espectadores Árbitro(s): Leandro Pedro Vuaden |

| 28 de mayo de 2013 | Santa Fe                | 2:0 (1:0) | Real Garcilaso | Estadio El Campín, Bogotá                              |                                                        |
|                    | Cuero 6' · Valencia 65' | Reporte   |                | Asistencia: 42 000 espectadores Árbitro(s): Diego Lara | Asistencia: 42 000 espectadores Árbitro(s): Diego Lara |

| 22 de mayo de 2013 | Fluminense | 0:0     | Olimpia | Estadio São Januário, Río de Janeiro                        |                                                             |
|                    |            | Reporte |         | Asistencia: 15 000 espectadores Árbitro(s): Roberto Silvera | Asistencia: 15 000 espectadores Árbitro(s): Roberto Silvera |

| 29 de mayo de 2013 | Olimpia                  | 2:1 (2:1) | Fluminense | Estadio Defensores del Chaco, Asunción                       |                                                              |
|                    | Salgueiro 34' 40' (pen.) | Reporte   | Rhayner 9' | Asistencia: 39 500 espectadores Árbitro(s): Daniel Fedorczuk | Asistencia: 39 500 espectadores Árbitro(s): Daniel Fedorczuk |

### Semifinales
| 3 de julio de 2013 | Newell's Old Boys             | 2:0 (0:0) | Atlético Mineiro | Estadio Marcelo Bielsa, Rosario                           |                                                           |
|                    | M. Rodríguez 61' · Scocco 80' | Reporte   |                  | Asistencia: 42 000 espectadores Árbitro(s): Enrique Osses | Asistencia: 42 000 espectadores Árbitro(s): Enrique Osses |

| 10 de julio de 2013 | Atlético Mineiro                                       | 2:0 (1:0) (3:2 p.)         | Newell's Old Boys                                 | Estadio Independência, Belo Horizonte                       |                                                             |
|                     | Bernard 2' · Guilherme 85'                             | Reporte                    |                                                   | Asistencia: 30 000 espectadores Árbitro(s): Roberto Silvera | Asistencia: 30 000 espectadores Árbitro(s): Roberto Silvera |
|                     |                                                        | Tiros desde el punto penal |                                                   |                                                             |                                                             |
|                     | Alecsandro · Guilherme · Jô · Richarlyson · Ronaldinho |                            | Scocco · Vergini · Casco · Cruzado · M. Rodríguez |                                                             |                                                             |

| 2 de julio de 2013 | Olimpia                           | 2:0 (0:0) | Santa Fe | Estadio Defensores del Chaco, Asunción                  |                                                         |
|                    | Miranda 65' (pen.) · Ferreyra 80' | Reporte   |          | Asistencia: 39 000 espectadores Árbitro(s): Héber Lopes | Asistencia: 39 000 espectadores Árbitro(s): Héber Lopes |

| 9 de julio de 2013 | Santa Fe   | 1:0 (0:0) | Olimpia | Estadio El Campín, Bogotá                                  |                                                            |
|                    | Medina 75' | Reporte   |         | Asistencia: 40 000 espectadores Árbitro(s): Martín Vázquez | Asistencia: 40 000 espectadores Árbitro(s): Martín Vázquez |

### Final
| Ida; 17 de julio de 2013, 20:50 (UTC-4) | Olimpia                   | 2:0 (1:0) | Atlético Mineiro | Estadio Defensores del Chaco, Asunción                    |                                                           |
|                                         | Silva 23' · Pittoni 90+3' | Reporte   |                  | Asistencia: 32 000 espectadores Árbitro(s): Néstor Pitana | Asistencia: 32 000 espectadores Árbitro(s): Néstor Pitana |

| Vuelta; 24 de julio de 2013, 21:50 (UTC-3) | Atlético Mineiro                    | 2:0 (2:0, 0:0) (t. s.)(4:3 p.) | Olimpia                                        | Estadio Mineirão, Belo Horizonte                          |                                                           |
|                                            | Jô 46' · Silva 86'                  | Reporte                        |                                                | Asistencia: 56 557 espectadores Árbitro(s): Wilmar Roldán | Asistencia: 56 557 espectadores Árbitro(s): Wilmar Roldán |
|                                            |                                     | Tiros desde el punto penal     |                                                |                                                           |                                                           |
|                                            | Alecsandro · Guilherme · Jô · Silva |                                | Miranda · Ferreyra · Candia · Aranda · Giménez |                                                           |                                                           |

|                                      |
| Bandera de Brasil                    |
| Campeón Atlético Mineiro 1.er título |

## Estadísticas y premios

### Mejor Jugador
| Jugador    | Club             |
| ---------- | ---------------- |
| Ronaldinho | Atlético Mineiro |

### Goleadores
| Jugador                 | Club              | Goles | PJ |
| ----------------------- | ----------------- | ----- | -- |
| Jô                      | Atlético Mineiro  | 7     | 14 |
| Ignacio Scocco          | Newell's Old Boys | 6     | 12 |
| Diego Tardelli          | Atlético Mineiro  | 6     | 13 |
| Luís Fabiano            | São Paulo         | 5     | 6  |
| Braian Rodríguez        | Huachipato        | 5     | 6  |
| Paolo Guerrero          | Corinthians       | 5     | 8  |
| Juan Manuel Salgueiro   | Olimpia           | 5     | 14 |
| Fredy Bareiro           | Olimpia           | 5     | 15 |
| Irven Ávila             | Sporting Cristal  | 4     | 6  |
| Manuel Villalobos       | Deportes Iquique  | 4     | 7  |
| Rogerio Leichtweis      | Deportes Tolima   | 4     | 7  |
| Rubén Botta             | Tigre             | 4     | 9  |
| Matías Pérez García     | Tigre             | 4     | 9  |
| Jadson                  | São Paulo         | 4     | 9  |
| Cristian Martínez Borja | Santa Fe          | 4     | 10 |
| Fidel Martínez          | Tijuana           | 4     | 10 |
| Bernard                 | Atlético Mineiro  | 4     | 11 |
| Wilder Medina           | Santa Fe          | 4     | 11 |
| Juan Carlos Ferreyra    | Olimpia           | 4     | 13 |
| Ronaldinho              | Atlético Mineiro  | 4     | 14 |

### Asistentes
| Jugador               | Club              | Asistencias | PJ |
| --------------------- | ----------------- | ----------- | -- |
| Ronaldinho            | Atlético Mineiro  | 7           | 14 |
| Emerson Sheik         | Corinthians       | 3           | 6  |
| Jadson                | São Paulo         | 3           | 9  |
| Víctor Figueroa       | Newell's Old Boys | 3           | 12 |
| Alejandro Silva       | Olimpia           | 3           | 13 |
| Juan Manuel Salgueiro | Olimpia           | 3           | 14 |

### Equipo Ideal
| Equipo Ideal 2013 | Equipo Ideal 2013     | Equipo Ideal 2013 |
| Pos.              | Futbolista            | Equipo            |
| ----------------- | --------------------- | ----------------- |
| Guardameta        | Martín Silva          | Olimpia           |
| Defensa           | Marcos Rocha          | Atlético Mineiro  |
| Defensa           | Carlos Valdés         | Santa Fe          |
| Defensa           | Réver                 | Atlético Mineiro  |
| Defensa           | Lucas Orbán           | Tigre             |
| Centrocampista    | Fernando Arce         | Tijuana           |
| Centrocampista    | Wilson Pittoni        | Olimpia           |
| Centrocampista    | Ronaldinho            | Atlético Mineiro  |
| Delantero         | Juan Manuel Salgueiro | Olimpia           |
| Delantero         | Ignacio Scocco        | Newell's          |
| Delantero         | Diego Tardelli        | Atlético Mineiro  |